# Elachyophtalma dohertyi
Elachyophtalma dohertyi is een vlinder uit de familie van de echte spinners (Bombycidae). De wetenschappelijke naam van de soort is voor het eerst geldig gepubliceerd in 1920 door Lionel Walter Rothschild.